# Station Kebumen
Kebumen is een spoorwegstation in de Indonesische provincie Midden-Java.

## Bestemmingen
- Taksaka: naar Station Gambir (KA-39)
- Malabar: naar Station Malang en Station Bandung
- Lodaya: naar Station Solo Balapan en Station Bandung
- Sawunggalih Utama: naar Station Kutoarjo en Station Jakarta Pasar Senen
- Kutojaya Selatan: naar Station Kutoarjo en Station Bandung Kiaracondong
- Kutojaya Utara: naar Station Kutoarjo en Station Jakarta Tanahabang
- Senja Bengawan: naar Station Solo Jebres en Station Tanahabang
- Gaya Baru Malam Selatan: naar Station Surabaya Gubeng en Station Jakarta Kota
- Kahuripan: naar Station Kediri en Station Padalarang
- Logawa: naar Station Cilacap, Station Purwokerto en Station Jember
- Pasundan: naar Station Surabaya Gubeng en Station Bandung Kiaracondong
- Progo: naar Station Lempuyangan en Station Jakarta Pasar Senen